# Gavranfest
GavranFest je kazališni festival na kojem se igraju djela hrvatskog dramatičara Mire Gavrana, čime je on trenutačno jedini živući autor u Europi koji ima festival posvećen isključivo njemu. 
Festival je pokrenut 2003. godine u Kazalištu Jana Palarika u gradu Trnavi, u Slovačkoj. Od 2013. djeluje u Teatru Ludowy u Krakovu u Poljskoj, a od 2016. u Pragu, u Češkoj. Gavran je jedini živući pisac u Europi koji ima kazališni festival njemu posvećen, a koji djeluje kontinuirano izvan njegove domovine. Idejni začetnici, selektori i pokretači GavranFesta su Emil Nedielka, ravnatelj kazališta Jana Palarika iz Trnave, i Michal Babiak, kazališni redatelj i sveučilišni profesor iz Bratislave. Od lipnja 2013. godine festival seli u Poljsku u Krakov, organizator postaje glasoviti Teatar Ludowy, dok su selektori festivala Jacek Strama, ravnatelj Teatra Ludowy i Anna Wierzchowska Wozniak, dramaturgica Teatra Ludowy. Nakon što se festival počeo održavati u Češkoj, u 2016. godini, organizatori postaju Kazalište JARY CIMRMAN, Udruga LASTAVICA i Kazalište TRONIČEK, dok je selektor i producent František Karoch. 

## Prvi Gavranfest
Prvi GavranFest održao se u veljači 2003. godine i na njemu je sudjelovalo pet slovačkih kazališta, koja su izvela ove predstave:
- "NOĆ BOGOVA", Divadlo Jana Palarika, Trnava
- "LJUBAVI GEORGEA WASHINGTONA" Divadlo V ,Bratislava
- "MUŽ MOJE ŽENE" Divadlo Jonaša Zaborskeho i Divadlo Alexandra Duchnovića, Prešovo
- "LJUBAVI GEORGEA WASHINGTONA" Divadlo Jozefa Gregora Tajovskeho, Zvolen
- "TRAŽI SE NOVI SUPRUG“ Fakulteta dramatickyh umeni AU, Banska Bistrica

## Drugi GavranFest
Drugi GavranFest održao se u listopadu 2004. godine i njegovi selektori gospodin Babiak i gospodin Nedielka su ga učinili međunarodnim, tako da su pored slovačkih teatara nastupili i teatri iz Poljske, Francuske, Slovenije i Hrvatske.
Prikazane su sljedeće predstave:
- "SVE O ŽENAMA", Divadlo Jana Palarika, Trnava, Slovačka
- "ČEHOV JE TOLSTOJU REKAO ZBOGOM", Theatre Cheminas Paralleles i Ecole Florant, Pariz, Francuska
- "ZABORAVI HOLLYWOOD", Slovačko komorno divadlo, Martin, Slovačka
- "MUŽ MOJE ŽENE", Teatr LUDOWY, Krakow, Poljska
- "KREONTOVA ANTIGONA" i "LJUBAVI GEORGEA WASHINGTONA", Slovensko ljudsko gledališče, Celje, Slovenija
- "KAKO UBITI PREDSJEDNIKA", Teatar ITD, Zagreb, Hrvatska

## Treći GavranFest
Treći GavranFest održao se od 23. do 26. listopada 2006. godine u Trnavi u Slovačkoj, zadržavši međunarodni karakter, tako da su pored slovačkih teatara nastupili i teatri iz Češke, Slovenije i Hrvatske, dok je njemački "S'ensemble teatar" iz Augsburga koji je trebao odigrati predstavu "Kako ubiti predsjednika" otkazao svoj nastup neposredno prije početka samog festivala.
Selektori Michal Babiak i Emil Nedielka su od petnaest prijavljenih predstava pozvali sljedeće predstave:
- "SVE O MUŠKARCIMA", Divadlo Jana Palarika, Trnava, Slovačka
- "LJUBAVI GEORGEA WASHINGTONA", Narodni divadlo, Brno, Češka
- "TRAŽI SE NOVI SUPRUG", Divadlo WEST, Bratislava, Slovačka
- "SVE O ŽENAMA", Mestno gledališče Ljubljansko, Ljubljana, Slovenija
- "KAD UMIRE GLUMAC", Divadlo Jonaša Zaborskeho, Prešovo, Slovačka
- "ZABRANJENO SMIJANJE",Teatar GAVRAN, Zagreb, Hrvatska

## Četvrti GavranFest
Četvrti GavranFest se održao u veljači 2009. godine. Nastupilo je pet teatara iz pet zemalja. Festival je trajao pet dana. Selektor je bio Emil Nedielka, a prikazane su sljedeće predstave:
- "PAPUČARI", Teatar GAVRAN, Zagreb, Hrvatska
- "SVE O ŽENAMA", Kazalište STUDIO DVA, Prag, Češka
- "SVE O MUŠKARCIMA", Teatar LUDOWY, Krakov, Poljska
- "ZABORAVI HOLLYWOOD", Teatar BRETT, Beč, Austrija
- "SVE O MUŠKARCIMA", Kazalište JANA PALARIKA, Trnava, Slovačka

## Peti GavranFest
Peti GavranFest održan je od 26. lipnja do 1. srpnja 2013. godine u Krakovu u Poljskoj u Teatru LUDOWY na Sceni Pod Ratuszem, koja se nalazi u središtu grada. Selektori Jacek Strama i Anna Wierzchowska Wozniak pozvali su šest predstava nastalih prema tekstovima Mire Gavrana:
- 26.6.2013. “Sve o ženama”, Teatar BADOW, Badow & Teatar NOWY, Lođ, Poljska
- 27.6.2013. “Hotel Babilon”, Teatar LUDOWY, Krakov, Poljska
- 28.6.2013.”Pacijent doktora Freuda”, Teatar GAVRAN, Zagreb, Hrvatska
- 29.6.2013. “Sve o ženama”, Teatar LUDOWY, Krakov, Poljska
- 30.6.2013. “Ljubavi Georgea Washingtona”, Teatar LA MY, Prag, Češka
- 01.7.2013. “Muž moje žene” SCENA PONIEDZIALEK/PRIMOART AGENCIJA, Szczecin, Poljska

## Šesti GavranFest
Šesti GavranFest održao se od 4. do 8. travnja 2016. u Pragu u Češkoj. Organizatori festivala su glasovito Žižkovsko kazalište JARY CIMRMANA iz Praga, Udruga LASTAVICA iz Praga, te Kazalište TRONIČEK iz Praga. Selektor i producent festivala je František Karoch, koji je za festival odabrao sedam predstava iz pet kazališta:
- 4. 4.2016. "Hotel Babilon", Teatar GAVRAN, Zagreb ( s titlovima na češkom )
- 4. 4.2016. "Lutka", Dvorni divadlo, Hlohovec
- 5. 4.2016. "Sladoled", Teatar GAVRAN, Zagreb ( s titlovima na češkom)
- 6. 4.2016. "Zabranjeno smijanje", Teatar 3 D, Prag
- 7. 4.2016. "Sve o ženama", svečana premijera, Kazalište A. Dvořáka, Pribram
- 8. 4.2016. "Noć bogova", Komorni činohra, Prag
- 8. 4.2016. "Pacijent doktora Freuda", Komorni činohra, Prag